# Rachel Roxxx
Rachel Roxxx, née le 2 mars 1983 à San Antonio (Texas), est une actrice pornographique américaine. Elle est d'origine française, britannique et allemande, son tour de poitrine est un 34D.

## Biographie
Elle travaillait comme serveuse chez Hooters avant de rentrer dans l'industrie du sexe. Elle s'est montrée intéressée à débuter dans le porno à 21 ans lorsqu'un ami du lycée lui a dit qu'elle pouvait y gagner facilement de l'argent. Après avoir assisté aux AVN Awards à Las Vegas, Rachel se décide à entamer une carrière dans cette profession. Elle a été sollicitée par les productions adultes en janvier 2007. Selon Roxxx, sa première scène était pour Shane's World College Amateur Tour au Texas.
Elle tourne sa première scène anale avec Brazzers qui sera visible le 20 août 2009, An Ass By The Sweetest Angels, sur le site Big Tits at Work. Rachel réside à Los Angeles où sa popularité a vite augmenté et demeure toujours intacte.
Enfant unique, elle perd sa virginité à 14 ans. Son père décède en 2002.

## Filmographie sélective
- 2014 : Big Tits at School 14
- 2013 : We Live Together 25
- 2013 : Molly's Life 21
- 2012 : Hot And Mean 5
- 2011 : Kittens At Play
- 2010 : Chick Flixxx
- 2009 : No Man's Land 45
- 2008 : Pillow Talk
- 2007 : Girls Will Be Girls 2

## Récompenses et nominations
- 2009 : AVN Award nommée "Best All-Girl Group Sex Scene" - Bad News Bitches 3 avec Penny Flame & Lexi Belle
- 2011 : AVN Award nommée "Unsung Starlet of the Year"
- 2011 : AVN Award nommée "Best Group Sex Scene" - Bonny & Clide
- 2011 : AVN Award nommée "Best POV Sex Scene"